# Jan Wellem (Schiff)
Die Jan Wellem war das erste Walfang-Fabrikschiff unter deutscher Flagge. Sie entstand 1935 bei Blohm & Voß in Hamburg durch Umbau des Kombischiffs Württemberg der Hapag. Bis zum Beginn des Zweiten Weltkriegs 1939 führte die Jan Wellem drei Fangreisen in der Antarktis durch.
Das im Zweiten Weltkrieg von der Kriegsmarine genutzte Schiff wurde 1940 in Narvik schwer beschädigt. Zuletzt von den Alliierten in Kiel als Wellenbrecher bei Sprengungen genutzt, wurde es 1947 in einer Werft abgewrackt.

## Vorgeschichte

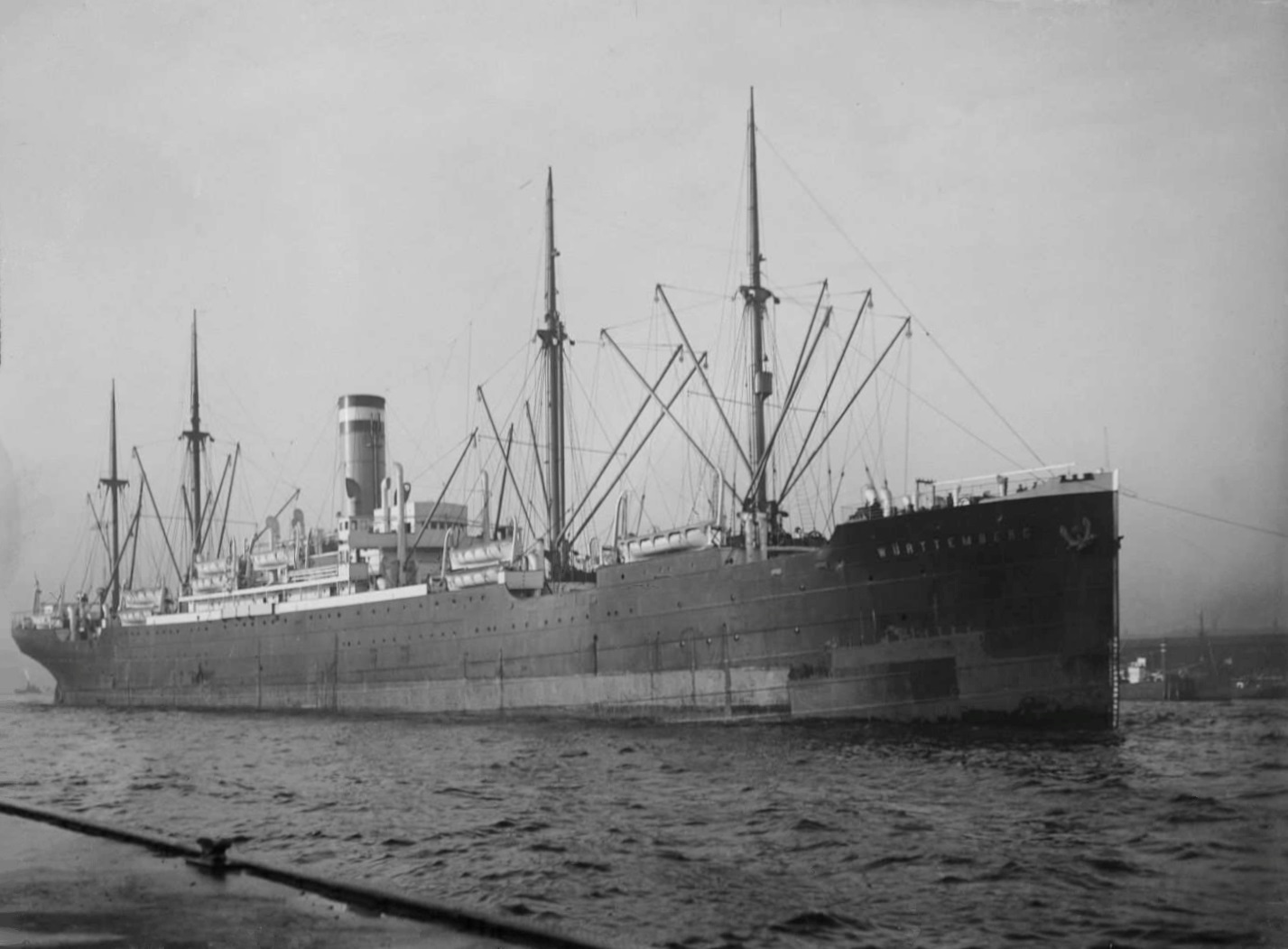
Das Schiff als Württemberg

Die spätere Jan Wellem lief am 8. August 1921 als Fracht- und Passagierschiff Württemberg auf der Werft Bremer Vulkan in Bremen-Vegesack vom Stapel und wurde am 30. Oktober 1921 von der Hapag in Dienst gestellt.
Sie konnte 746 Passagiere aufnehmen und fuhr anfangs hauptsächlich die Route Hamburg – New York. Ab dem 31. Januar 1923 wurde das Schiff im La-Plata-Dienst der Reederei zusammen mit den Schwesterschiffen Bayern, Baden, Sachsen und Hessen eingesetzt. Ab 1924 wurden nur noch bis zu 588 Kabinengäste der III. Klasse transportiert.

## Walfangmutterschiff
Von 1935 bis 1936 wurde die Württemberg auf der Werft Blohm & Voß in Hamburg im Auftrag der im März 1935 in Bremerhaven gegründeten Ersten Deutschen Walfang-Gesellschaft mbH zu einem Walfang-Fabrikschiff umgebaut. Die auftraggebende Gesellschaft war eine Tochter der Firma Henkel. Der Name Jan Wellem bezieht sich auf den Kurfürsten Johann Wilhelm II. von Pfalz-Neuburg (1679–1716), dessen Reiterstandbild in Düsseldorf, dem Firmensitz des Kapitalgebers, liebevoll „Jan Wellem“ genannt wird.
Das Schiff war nach dem Umbau 147 m lang (vorher 142,8 m), 21,76 m breit (17,8 m), der Tiefgang betrug 9,42 m (9,6 m), und es verdrängte etwa 17.500 Tonnen. Der Umbau war in der Hinsicht ungewöhnlich, da man das Schiff der Länge nach aufschnitt und um vier Meter verbreiterte. Vermessen wurde die Jan Wellem mit 11.776 BRT, gegenüber den 8895 BRT der Württemberg. Die Kolbendampfmaschine, seit 1929 mit Abdampfturbine versehen, lieferte 4500 PSw (vor 1929 waren es 4250 PSw) und ermöglichte dem wesentlich vergrößertem Schiff eine Geschwindigkeit von immer noch 11,5 Knoten gegenüber den zuvor möglichen 13 kn.
Eingebaut wurden Fleisch-, Speck- und Knochenkocher, eine Fleischmehlanlage, Kühlräume und Tanks für Walöl. Gleichzeitig wurde das Schiff durch Einbau eines über dem Hauptdeck liegenden Schlachtdecks erhöht. Das Heck erhielt die für Walfangschiffe typische viereckige Öffnung, das sogenannte Slip, über dessen schiefe Ebene die erbeuteten Wale an Deck gezogen wurden.
Die Fangboote Treff I bis Treff VI wurden bei H. C. Stülcken Sohn (vier Boote) und Deschimag Seebeck AG (zwei Boote) gebaut. Sie hatten eine Größe von 330 BRT, waren 36,6 m lang, erreichten mit ihren 1260 PSi leistenden Maschinen eine Geschwindigkeit von 12 kn und hatten eine Besatzung von jeweils 15 Mann. Nach den Erfahrungen mit diesen Booten kamen später die weiterentwickelten Boote Treff VII und Treff VIII mit jeweils 350 BRT hinzu, ebenfalls auf der Stülckenwerft gebaut.
Die Jan Wellem wurde am 6. September 1936 in Dienst gestellt und lief mit ihren sechs Fangbooten in das Südpolarmeer aus. Bei Kriegsausbruch hatte sie insgesamt drei Reisen unter Kapitän und Fangleiter Otto Kraul in den Südlichen Ozean absolviert. Der Ertrag der ersten Saison 1936–37 bestand aus 920 Walen; das ergab 61.992 Fässer Walöl. Der Schriftsteller Wolfgang Frank erlebte eine der Antarktis-Walfangreisen auf der Jan Wellem mit. Seine Erlebnisse verarbeitete er in drei Büchern. Auch schrieb er das Drehbuch für den ebenfalls 1939 entstandenen Dokumentarfilm Walfänger in der Antarktis von Gerhard A. Donner.

## Kriegseinsatz

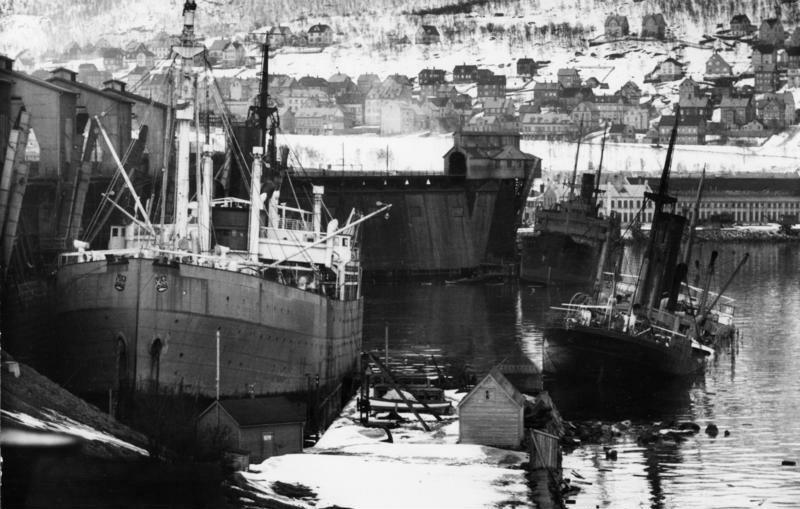
Die Jan Wellem (links) im Hafen von Narvik

Im Herbst und Winter 1939 wurde die Jan Wellem von der Kriegsmarine zu einem sogenannten Stützpunktschiff umgerüstet und dann am 20. Januar 1940 von Kiel nach Murmansk geschickt, wo sie am 4. Februar ankam. Von dort verlegte sie schließlich in die sogenannte Basis Nord im Fjord Sapadnaja Liza westlich von Murmansk. Bei der deutschen Invasion von Norwegen im April 1940 (Unternehmen Weserübung) diente sie als Versorgungstanker und lief dazu von der Basis Nord zur Versorgung der deutschen Zerstörer nach Narvik. Am 28. April 1940 wurde die Jan Wellem in Narvik von britischen Truppen während des Rückzugs nach der Schlacht um Narvik gesprengt, dabei brannten die vorderen zwei Drittel des Schiffes aus. Nach der Hebung im Juli 1940 war eine Reparatur für 1941 geplant; im Januar 1941 lief das Schiff dazu aus. Die Reparatur sollte bei Framnæs Mekaniske Værksted in Sandefjord geschehen, fand aber nicht statt. Das Schiff wurde später zurück nach Deutschland geschleppt, dann im September 1942 teilweise repariert. Danach folgte der Einsatz als Heizöldepot, E-Station und Destillierschiff des Marinewaffen- und Ausrüstungsbetrieb Libau (MAUREB Libau). Später wurden sie aufgrund des Mangels an kampffähigen Schiffen mit zusätzlicher Bewaffnung ausgestattet und als große Kanonenboote eingesetzt. 
Das Schiff wurde 1945 bei der Evakuierung des Memellandes beschädigt und von Libau über Sassnitz nach Kiel geschleppt. Dort blieb die Jan Wellem bis nach Kriegsende. 

## Endschicksal
In Kiel wurde das beschädigte Schiff als Wellenbrecher bei der Sprengung des dortigen U-Bootbunkers Kilian eingesetzt, um das gegenüberliegende Ufer vor möglichen Schäden einer durch die Sprengung ausgelösten Flutwelle zu schützen.
Die Jan Wellem wurde am 6. Juni 1946 in der Heikendorfer Bucht von den britischen Besatzungstruppen versenkt, später gehoben und 1947 nach England überführt und in Blyth abgewrackt.